# Düzce (circonscription électorale)
La circonscription électorale de Düzce correspond à la province du même nom et envoie 3 députés à la Grande assemblée nationale de Turquie.

## Composition
La circonscription de Düzce est divisée en 8 districts (ilçe). Chaque district est composé d'un chef-lieu et de municipalités (communes et villages).

## Résultats électoraux

### Élections législatives de 2018
| Partis                   | Partis                                        | Voix    | %     | Sièges | +/-           | Élus                      |
| ------------------------ | --------------------------------------------- | ------- | ----- | ------ | ------------- | ------------------------- |
|                          | Parti de la justice et du développement (AKP) | 138 507 | 56,06 | 2      | 1             | Fahri Çakır et Ayşe Keşir |
|                          | Parti d'action nationaliste (MHP)             | 46 227  | 18,71 | 1      | 1             | Ümit Yılmaz               |
|                          | Parti républicain du peuple (CHP)             | 35 925  | 14,54 | 0      | en stagnation |                           |
|                          | Le Bon Parti (İYİ)                            | 16 672  | 6,75  | 0      | Nv.           |                           |
|                          | Parti démocratique des peuples (HDP)          | 5 103   | 2,07  | 0      | en stagnation |                           |
|                          | Parti de la félicité (SP)                     | 3 674   | 1,49  | 0      | en stagnation |                           |
|                          | Parti patriote (VATAN)                        | 644     | 0,26  | 0      | en stagnation |                           |
|                          | Parti de la cause libre (HÜDA PAR)            | 312     | 0,13  | 0      | en stagnation |                           |
|                          |                                               |         |       |        |               |                           |
| Total                    | Total                                         | 247 064 | 100   | 3      | en stagnation | -                         |
| Inscrits / participation | Inscrits / participation                      | 268 337 | 91,05 |        |               |                           |

### Élections législatives de 2023
| Partis                   | Partis                                        | Voix    | %     | Sièges | +/-           | Élus                       |
| ------------------------ | --------------------------------------------- | ------- | ----- | ------ | ------------- | -------------------------- |
|                          | Parti de la justice et du développement (AKP) | 136 054 | 49,52 | 2      | en stagnation | Ayşe Keşir et Ercan Öztürk |
|                          | Parti républicain du peuple (CHP)             | 62 129  | 22,61 | 1      | 1             | Talih Özcan                |
|                          | Parti d'action nationaliste (MHP)             | 44 273  | 16,12 | 0      | 1             |                            |
|                          | Nouveau parti de la prospérité (YRP)          | 10 517  | 3,83  | 0      | Nv.           |                            |
|                          | Parti de la victoire (ZP)                     | 5 874   | 2,14  | 0      | Nv.           |                            |
|                          | Parti de la gauche verte (YSP)                | 3 459   | 1,26  | 0      | en stagnation |                            |
|                          | Parti de la patrie (M)                        | 3 029   | 1,10  | 0      | Nv.           |                            |
|                          | Parti de la grande unité (BBP)                | 2 468   | 0,90  | 0      | en stagnation |                            |
|                          | Parti des travailleurs de Turquie (TIP)       | 1 418   | 0,52  | 0      | en stagnation |                            |
|                          | Parti de la justice (AP)                      | 1 003   | 0,37  | 0      | Nv.           |                            |
|                          | Parti de la mère patrie (ANAP)                | 856     | 0,31  | 0      | en stagnation |                            |
|                          | Parti jeune (GP)                              | 779     | 0,28  | 0      | en stagnation |                            |
|                          | Parti de la nation (MP)                       | 394     | 0,14  | 0      | en stagnation |                            |
|                          | Parti de la justice et de l'unité (AB)        | 394     | 0,14  | 0      | Nv.           |                            |
|                          | Le Bon Parti (İYİ)                            | 325     | 0,12  | 0      | en stagnation |                            |
|                          | Parti patriote (VATAN)                        | 317     | 0,12  | 0      | en stagnation |                            |
|                          | Parti des droits et libertés (HAK)            | 248     | 0,09  | 0      | en stagnation |                            |
|                          | Parti communiste de Turquie (TKP)             | 236     | 0,09  | 0      | en stagnation |                            |
|                          | Parti de libération du peuple (HKP)           | 214     | 0,08  | 0      | en stagnation |                            |
|                          | Parti de l'union du pouvoir (GBP)             | 150     | 0,05  | 0      | Nv.           |                            |
|                          | Parti de gauche (SOL)                         | 138     | 0,05  | 0      | en stagnation |                            |
|                          | Parti de la route nationale (MYP)             | 138     | 0,05  | 0      | Nv.           |                            |
|                          | Mouvement communiste (TKH)                    | 75      | 0,03  | 0      | Nv.           |                            |
|                          | Parti de l'innovation (YP)                    | 68      | 0,02  | 0      | Nv.           |                            |
|                          | Indépendants (Ind.)                           | 171     | 0,06  | 0      | en stagnation |                            |
|                          |                                               |         |       |        |               |                            |
| Total                    | Total                                         | 274 727 | 100   | 3      | en stagnation | -                          |
| Inscrits / participation | Inscrits / participation                      | 294 637 | 92,26 |        |               |                            |